# 临清古城遗址
临清古城遗址位于河北省邢台市临西县县城东南的仓上村东，占地面积4.5平方公里。现存北城墙、北城门遗址。城内主要有古县衙、钟鼓楼、文庙、奶奶庙、净域寺等建筑。该遗址被中华人民共和国国务院列入第七批全国重点文物保护单位。